# アブラカダブラ (漫画雑誌)
『アブラカダブラ』は、2006年9月29日に講談社から発売された、漫画雑誌『コミックボンボン』2006年10月号の増刊号。主にファンタジー系の作品が掲載された。

## 掲載作品
- ネギま!?neo（エピソード0） - （藤真拓哉）
- モンスターハンター - （渋染かずき）
- モンスターハンター日記 - （真島ヒロ・吉河美希）
- 三国志大戦を創った男達 - （平沢たかゆき）
- きぐる☆みるくへようこそ - （高雄右京）
- 白銀の矢 - （原作曲:恋人を射ち堕とした日(Sound Horizon)・漫画:竹下けんじろう）
- マジカル★ロード - （あらきかなお）
- 音楽世界 ～Mio Musica～ - （犬井正樹）
- あぶらっちょ!!!!!!!!! - （松沢夏樹）
- あおいすいぞくかん - （綾永らん）
- 秋葉原つゆだくツアー - （柴田亜美）